# Грюнер-Хегге, Одд Рагнар
Одд Рагнар Грюнер-Хегге (норв. Odd Grüner-Hegge; 23 сентября 1899, Христиания (ныне Осло) — 11 мая 1973, там же) — норвежский дирижёр и композитор.

## Биография
Отличался музыкальными способностями с детства, но одновременно с этим был беспокойным ребёнком. В возрасте семи лет прошёл прослушивание у знаменитого норвежского композитора Эдварда Грига, который после этого отправил письмо его матери, в котором выразил свою веру в музыкальный талант Грюнера-Хегге, но также призвал её к внимательности и осторожности в организации его обучения, поскольку находил странным привычку Одда играть с друзьями во время игры на пианино. Грюнер-Хегге изучал фортепиано под руководством Фритьофа Баккера-Грёндаля, композицию под руководством Отто Винтер-Ельма и Густава Ланга и дирижирование под руководством Феликса Вайнгартнера. Его дебют как композитора состоялся в Осло в 1917 году, в качестве пианиста — в 1918 году и в качестве дирижёра в 1928 году. На протяжении многих лет он сотрудничал с газетой Dagbladet в качестве музыкального критика. Был масоном и занимал VI степень в Норвежской Великой Ложе.
В 1931 году Грюнер-Хегге стал главным дирижёром Филармонического оркестра Осло вместе с Олафом Келландом, но уже в 1933 году начал кампанию за отмену системы, допускавшей наличие двух главных дирижёров в оркестре. В итоге разразился настоящий скандал и жаркие дебаты в музыкальной прессе; администрация филармонии отдала предпочтение Келланду, и в том же 1933 году Грюнер-Хегге ушёл в отставку. Когда же после Второй мировой войны Келланд отказался вернуться в Филармонию, Грюнер-Хегге занял его место в качестве единственного главного дирижёра и занимал её до 1962 года. Также он был главой Норвежской Национальной оперы (1961—1969).
Грюнер-Хегге неоднократно выступал в качестве приглашённого дирижёра, в том числе в Берлине, Будапеште, Париже, Гааге, Копенгагене, Стокгольме и Гётеборге. Он был председателем совета экспертов Норвежского общества композиторов и состоял в дружюе со многими композиторами, которые доверяли ему первое исполнение своих произведений, а также написал несколько музыкальных произведений для оркестра и фортепиано.